# Day of the Gusano
Day Of The Gusano es el segundo álbum en vivo de la banda estadounidense de metal alternativo Slipknot. Este álbum fue grabado en el Knotfest México en 2015, Fue lanzado por Roadrunner Records, el 6 de octubre de 2017, Incluye canciones de sus 5 discos principales.

## Película / Documental
A modo de promoción, Slipknot estreno en cines el 6 de septiembre de 2017, un documental sobre el álbum, el cual muestra el ambiente antes y después del festival Knotfest 2015, y además incluye la presentación en vivo del álbum.

## Lista de canciones
1. "Sarcastrophe" - 4:50
2. "The Heretic Anthem" - 3:57
3. "Psychosocial" - 4:36
4. "The Devil In I" - 6:24
5. "Me Inside" - 3:08
6. "Vermilion" - 5:22
7. "Wait and Bleed" - 2:44
8. "Prosthetics" - 6:14
9. "Before I Forget" - 4:26
10. "Eeyore" - 3:06
11. "Duality" - 4:14
12. "Custer" - 4:37
13. "Spit It Out" - 6:52
14. "Metabolic"/"742617000027" - 4:45
15. "(sic)" - 4:11
16. "People = Shit" - 5:20
17. "Surfacing"/"Til We Die" - 5:03

## Personal
Slipknot
- (#8) Corey Taylor – Voz
- (#7) Mick Thomson – Guitarra rítmica
- (#6) Shawn Crahan – Percusión
- (#5) Craig Jones – Sampler, sintetizador
- (#4) James Root – Guitarra líder
- (#3) Chris Fehn – Percusión
- (#?) Alessandro Venturella – Bajo
- (#?) Jay Weinberg – Batería
- (#0) Sid Wilson – Turntablism
- David Velázquez (miembro del público no acreditado)
- Miguel Velázquez (miembro del público no acreditado)
- Jose de Jesús Orozco (miembro del público no acreditado)

- Datos: Q47212280